# والنتینو فتوره
والنتینو فتوره (انگلیسی: Valentino Fattore؛ زادهٔ ۱۰ اوت ۲۰۰۱) بازیکن فوتبال است.
وی همچنین در تیم ملی فوتبال زیر ۱۹ سال اسپانیا بازی کرده‌است.